# São Bento (ort i Brasilien, Paraíba, Catolé do Rocha)
São Bento är en ort i Brasilien.   Den ligger i kommunen Catolé do Rocha och delstaten Paraíba, i den östra delen av landet, 1 500 km nordost om huvudstaden Brasília. São Bento ligger 476 meter över havet och antalet invånare är 24 749.
Terrängen runt São Bento är kuperad norrut, men söderut är den platt. São Bento ligger uppe på en höjd. São Bento är det största samhället i trakten. 
Omgivningarna runt São Bento är huvudsakligen savann. Runt São Bento är det ganska tätbefolkat, med 100 invånare per kvadratkilometer.